# Harvia
Harvia Oyj est une entreprise de fabrication de poêles, de saunas et de meubles de sauna en Finlande.

## Présentation

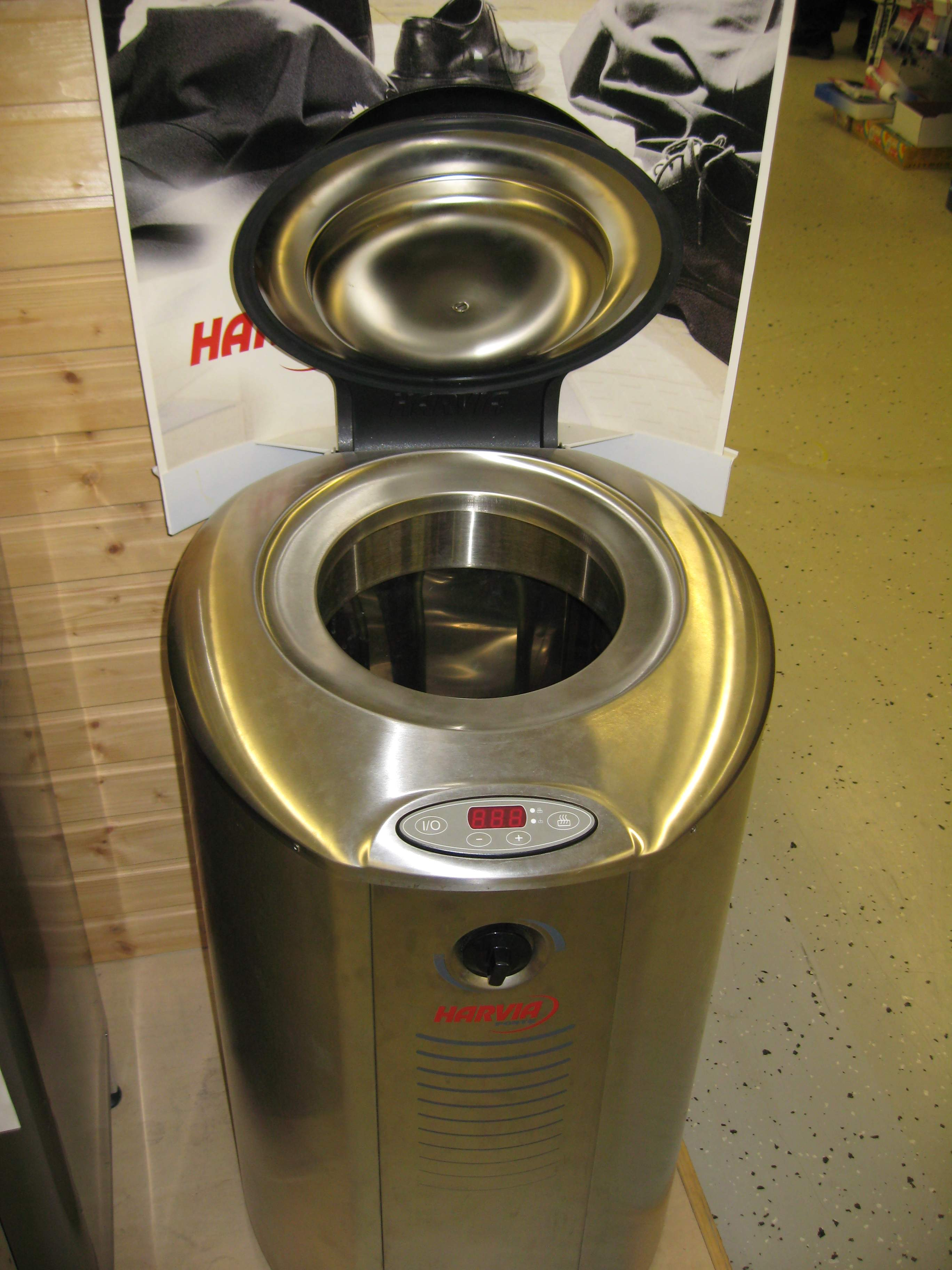
Le poêle AinaValmis.

L'entreprise familiale Harvia est fondée en 1950 par Tapani Harvia (1920-1998).
Ses enfants Pertti Harvia (né en 1950), Kullervo Harvia (né en 1951) et Sari Harvia-Jyllinmaa (née en 1957) ont poursuivi le développement de l'entreprise.
Pour des raisons fiscales, la société est vendue en 2014 au fonds commun de placement CapMan et l'entrée en bourse d'Harvia est alors envisagée.
Harvia sera finalement cotée à la Bourse d'Helsinki en mars 2018,.

## Principaux actionnaires
Au 29 février 2020 les 5 principaux actionnaires sont:
| Actionnaires                  | Actions   | %     |
| 1. Onvest Oy                  | 2 305 679 | 12,33 |
| 2. SEB Finland                | 477 000   | 2,55  |
| 3. Tiipeti Oy - Pertti Harvia | 429 290   | 2,30  |
| 4. Assurance retraite Veritas | 427 700   | 2,29  |
| 5. Ilmarinen oy               | 323 708   | 1,73  |